# Edmondson (Arkansas)
Edmondson é uma cidade  localizada no estado americano de Arkansas, no Condado de Crittenden.

## Demografia
Segundo o censo americano de 2000, a sua população era de 513 habitantes.
Em 2006, foi estimada uma população de 494, um decréscimo de 19 (-3.7%).

## Geografia
De acordo com o United States Census Bureau, a localidade tem uma área de 8,4 km², sem área coberta por água. Edmondson localiza-se a aproximadamente 62 m acima do nível do mar.

## Localidades na vizinhança
O diagrama seguinte representa as localidades num raio de 16 km ao redor de Edmondson.